# Léonce Gluard
Léonce Gluard est un homme politique français, né le 3 juillet 1884 à Saint-Sulpice-en-Pareds (Vendée) et décédé à La Roche-sur-Yon le 30 juillet 1953. Il a été employé des contributions indirectes, syndicaliste, conseiller municipal socialiste de La Roche-sur-Yon et maire de cette ville.

## Biographie
Mobilisé au cours de la Première Guerre mondiale, il est atteint aux poumons dès septembre 1914 dans la Somme, mais retourne au champ de bataille jusqu'en 1918, année où il reçoit la Croix de guerre. Officier des Palmes académiques, il sera également fait chevalier de la Légion d'honneur.
En 1925, Léonce Gluard est élu conseiller municipal de La Roche-sur-Yon. Constamment réélu à ce poste, il devient également maire de la ville le 13 mai 1945. Il dirigera la ville jusqu'au 3 mai 1953, date à laquelle Léon Tapon lui succède, il reste néanmoins au conseil municipal jusqu'à sa mort le 30 juillet de cette même année.
Il a été très impliqué dans le développement scolaire et l'action pour le logement social durant ses mandats. Le groupe scolaire situé boulevard Pierre et Marie Curie ainsi qu'une rue de la ville porte son nom.

## Décorations
- Chevalier de la Légion d'honneur par décret du 19 août 1947[1]
- Croix de guerre 1914–1918
- Officier de l'ordre des Palmes académiques